# Jordi García del Moral

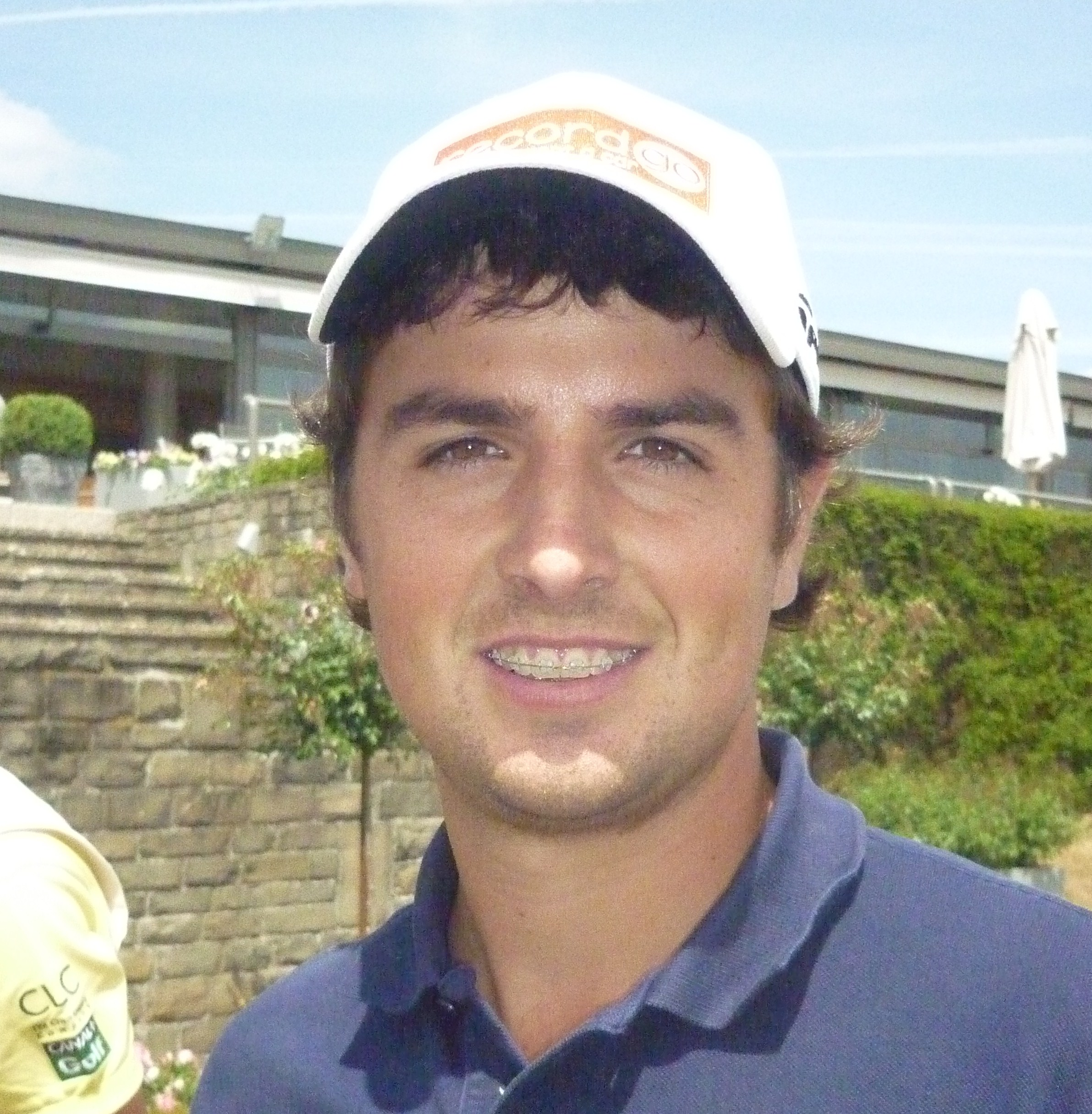
2011

Jordi García del Moral (Castellon, 24 juli 1985) is een golfprofessional uit Spanje.
Als amateur had hij handicap +4.

## Professional
Jordi García werd in 2007 professional en speelt op de Europese Challenge Tour. Zijn beste resultaat is een 6de plaats bij het Toscaans Open van 2011, waar hij met Benn Barham na twee rondes met -6 aan de leiding stond. Op de Tourschool eindigde hij in 2011 op de 8ste plaats en verzekerde zich van een spelerskaart voor de Europese PGA Tour van 2012.